# صدفيات ضفدعية
صدفيات ضفدعية (الاسم العلمي: Bursidae)، هي فصيلة من الرخويات تتبع طائفة بطنيات القدم. تحتوي على سبعة أجناس ما زالت موجودة حتى الآن. وهي صدفيات سميكة وبيضاوية.